# Janet Suzman
Janet Suzman, OBE (Joanesburgo, 9 de fevereiro de 1939) é uma atriz anglo-sul africana. Foi indicada ao Oscar de melhor atriz na edição de 1972 por interpretar Alexandra Feodorovna no filme Nicholas and Alexandra.